# Загуляева, Валентина Александровна
Валентина Александровна Загуляева (2 сентября 1937, Муважи, Удмуртская АССР — 12 февраля 2025, Ижевск) — советская и российская удмуртская театральная актриса. Заслуженная артистка Российской Федерации (1997), народная артистка Удмуртской АССР (1987).

## Биография
Родилась 2 сентября 1937 года в деревне Муважи Алнашского района Удмуртии в семье крестьян. Росла без отца, погибшего на фронте Великой Отечественной войны, с детских лет трудилась в колхозе. Окончила среднюю школу села Варзи-Ятчи, после чего намеревалась поступать в Удмуртский пединститут (ныне Удмуртский государственный университет). Однако, не сдав вступительных экзаменов в вуз, продолжила обучение в техучилище в группу подготовки фрезеровщиков и параллельно ходила в драмкружок при ДК «Ижмаш».
По окончании училища в 1956 году прошла отбор в Ленинградский театральный институт имени А. Н. Островского. В 1961 году вернулась в Ижевск с дипломом профессиональной артистки и приступила к работе в Удмуртском драматическом театре (ныне государственный национальный театр Удмуртской Республики).
Первое десятилетие актрисы в театре было весьма успешным, что выразилось, в частности, в присвоении ей в 1970 году звания заслуженной артистки Удмуртской АССР. Однако мечта юности стать певицей не давала Валентине Александровне покоя, и в сентябре 1971 года она ушла из театра и присоединилась к Хору Удмуртского радио, параллельно учась на вокальном отделении Ижевского музыкального училища (ныне Республиканский музыкальный колледж).
В январе 1984 года вернулась в театр. В одинаковой мере актрисе удавались как остродраматические роли, так и комические и лирические, а роль Педоры в спектакле «Лысву сямен уг тӧлӟы синкыли» (в переводе с удм. — «Слеза не опадает как роса») в её исполнении в 1985 году была признана Министерством культуры УАССР лучшей ролью года. В 2015 году, по состоянию здоровья ушла из театра.
Помимо актёрской деятельности принимала участие в дублировании художественных фильмов на удмуртский язык.
Скончалась 12 февраля 2025 года в Ижевске в возрасте 87 лет.

## Избранные спектакли и роли
1961—1971
- «Стряпуха» А. Софронова — Наталья
- «Тулыс зор» (с удм. — «Весенний дождь») Е. Загребина — Тоня
- «Ленинградский проспект» И. Штока — Вася
- «Жингрес сӥзьыл» (с удм. — «Звонкая осень») И. Гаврилова — Тимофеевна
- «Тӧдьы юсь» (с удм. — «Лебедь белая») Е. Загребина — Онись
- «На рассвете» О. Сандлера — Петрик
- «Васса Железнова» М. Горького — Наталья
- «Светит, да не греет» А. Островского — Оля
- «Ой, чебер нылъёс» (с удм. — «Ой, девушки-красавицы») С. Широбокова — Соня
- «Синие дожди» Ю. Петухова — Серафима Ивановна
- «Дуно салам» (с удм. — «Дорогой подарок») Л. Перевощикова — Марфа

1984—2015
- «Йыромем тури» (с удм. — «Порог») А. Дударева — Марья
- «Лысву сямен уг тӧлӟы синкыли» (с удм. — «Слеза не опадает как роса») А. Григорьева — Педора
- «Атас Гири» (с удм. — «Гришка Петухов») А. Григорьева — Лукерья
- «Вунэтэм шундыберган» (с удм. — «Забытый подсолнух») Н. Самсонова — Окыльна
- «Кезьыт ошмес» (с удм. — «Холодный ключ») И. Гаврилова — Сьӧд Сандӥ

## Звания
- Заслуженная артистка Российской Федерации (1997),
- Народная артистка Удмуртской АССР (1987),
- Заслуженная артистка Удмуртской АССР (1970).